# نايف الكري
نايف علي الكري، لاعب كرة قدم سعودي.

## مسيرة اللاعب
لعب سابقاً في أندية الاتفاق و التعاون و الخليج و القادسية و الفيحاء و الجبلين و العيون .